# Iginio Straffi
Iginio Straffi (Gualdo, 30 maggio 1969) è un imprenditore, produttore televisivo, animatore, sceneggiatore e regista italiano. È il fondatore e presidente di Rainbow SpA.

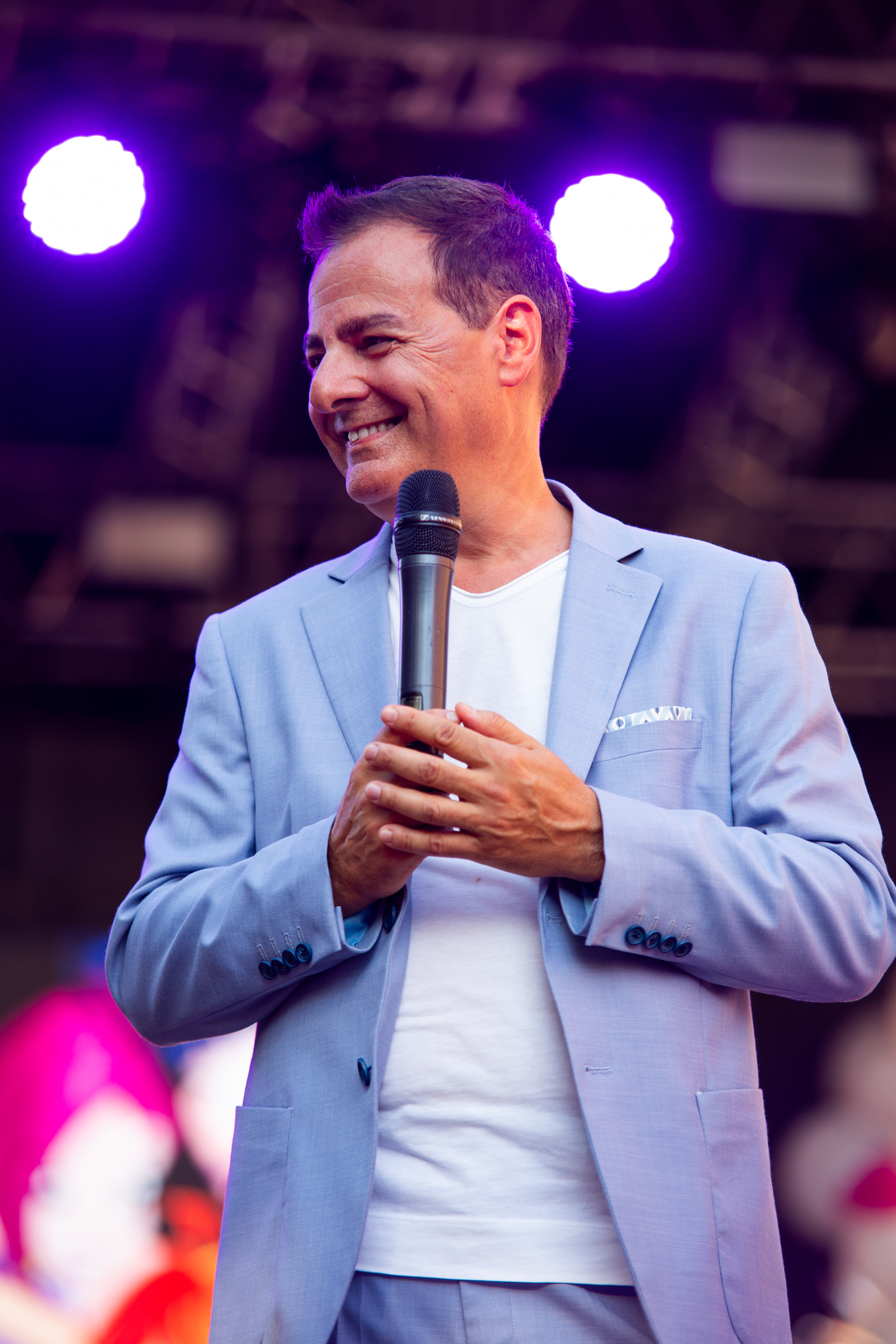

Dopo aver fondato Rainbow nel 1995 e la società in house Rainbow CGI con sede a Roma insieme a Francesco Mastrofini nel 2006, Straffi amplia ulteriormente le capacità dello studio acquisendo la canadese Bardel Entertainment, già vincitrice di un Emmy Award, nel 2015.
Nel 2017, Straffi acquisisce la quota di maggioranza del Gruppo Iven S.p.A., proprietario della società di produzione cinematografica Colorado Film e dal 2022 ricopre anche il ruolo di Presidente di Colorado Film.
Straffi è il creatore di successi animati come le serie televisive animate Winx Club, 44 Gatti e Mermaid Magic, ma anche grandi produzioni cinematografiche come Fabbricante di lacrime, che ha battuto il record come primo film non in lingua inglese più visto su Netflix.

## Biografia

### Origini e formazione
Straffi nasce a Gualdo, nelle Marche. Fin da piccolo si interessa all'illustrazione di fumetti e a sette anni inizia a disegnare le proprie storie a fumetti. A otto anni si trasferisce con la famiglia nella vicina Macerata. Al liceo disegna spesso storie a fumetti sui quaderni dei compagni e partecipa a concorsi artistici, come quello indetto dalla rivista di fumetti Totem. Mentre continua a sviluppare le sue abilità artistiche, Straffi studia Lingue e Letterature Moderne all'Università di Macerata.  

### Gli esordi e la nascita di Rainbow
Straffi esordisce nel mondo del fumetto con una storia apparsa su Tilt del 1985. Collabora poi a storie a fumetti per la rivista Lanciostory e per la versione italiana di Skorpio. Nel 1989, Straffi viene scoperto da Claudio Nizzi, creatore della serie a fumetti Nick Raider.
Nizzi lo introduce alla Sergio Bonelli Editore, dove Straffi disegna il numero di ottobre 1990 di Nick Raider, “Missione nel Bronx”. Il suo lavoro è occasionalmente pubblicato anche sulle riviste Métal hurlant e Comic Art. Pur amando l'illustrazione, il sogno di Straffi era però trasformare i suoi disegni in cartoni animati, ma non riusciva a trovare un lavoro nel campo dell’animazione in Italia.  
Nel 1992, Straffi lascia Bonelli e si trasferisce in Francia per lavorare come storyboard artist presso lo studio di animazione Telcima. Rimane “sconcertato” dalla proposta che gli viene fatta, ma, secondo le parole di Straffi, è “il punto di svolta che stava aspettando”. Straffi lavora ai disegni per l'episodio pilota di Valérian e per il progetto di adattamento cinematografico di Roman de Renart.
Nel 1995, dopo aver acquisito esperienza in tutte le fasi del processo d’animazione, Straffi torna in Italia e, con il sostegno finanziario di Lamberto Pigini e Giuseppe Casali, fonda Rainbow SpA con 10.000 euro. Le risorse vengono impiegate principalmente per l'acquisto di computer e software per il disegno digitale.
Inizialmente Rainbow forniva servizi di animazione a società più grandi. Tra le prime commissioni dello studio vi furono tre minuti di animazione nel film La freccia azzurra e l'episodio pilota del cartone animato Belphégor di Les Armateurs. In seguito Straffi si assicurò fondi sufficienti per produrre il suo primo progetto originale, la serie in CD-ROM e animazione Tommy e Oscar.
Nel gennaio 2004, dopo due anni di produzione, Winx Club di Iginio Straffi debutta in Italia e la serie diventa subito un successo internazionale.  
Nel 2006, Straffi fonda con Francesco Mastrofini la società interna Rainbow CGI, con sede a Roma, e decide di espandere le capacità dello studio acquisendo nel 2015 la canadese Bardel Inc. già vincitrice di un Emmy Award.  
Nel 2017, Straffi acquisisce la maggioranza del Gruppo Iven S.p.A., proprietario della società di produzione cinematografica Colorado Film, diventando presidente di Colorado Film nel 2022.

### Creazione di Winx Club e successi
Nel gennaio 2004, dopo due anni di produzione, Winx Club debutta in Italia, La serie diventa immediatamente un successo internazionale.    
L’anteprima di Winx Club va in onda su Rai 2 nel 2004. Con un media share del 17%, la serie diverrà uno dei programmi di punta della rete. Inizialmente lo story arc prevedeva 78 episodi (tre stagioni), ma data la sua crescente popolarità nel 2008 viene aggiunta una stagione.
Nel frattempo, il successo internazionale di Winx Club attira l’attenzione dell’americana Viacom, proprietaria di Nickelodeon e Paramount Pictures. Viacom diventa co-proprietaria di Rainbow nel febbraio del 2011 dopo aver acquisito il 30% dell’azienda. L’ingresso di Viacom viene preceduto da un “lungo corteggiamento” e all'inizio del 2010 vengono accordati i termini dell’acquisizione, ammontante a $83 milioni (€76,4 milioni). Viacom darà l’accesso a Straffi alle risorse finanziare e allo studio, che secondo L’espresso “assicurerà il futuro delle Winx e di Straffi stesso.” Inoltre, L’espresso vede la transazione come “l’accordo più importante di Straffi” poiché, grazie al network delle aziende affiliate a Viacom, porterà alla distribuzione mondiale delle serie Rainbow. Gli studi Nickelodeon di Viacom, nel 2019, co-producono inoltre con Rainbow vari progetti: due stagioni di Winx Club e le due stagioni del live action Club 57, Maya Fox (prodotta precedentemente nel 2008) e la serie TV animata Huntik: Secrets & Seekers (nel 2009).  
Gladiatori di Roma, il primo lungometraggio animato prodotto da Straffi, debutta in Italia nel 2012. Si tratta di uno dei film italiani più costosi mai prodotti, con un budget complessivo attorno agli $10 milioni.
Nel 2011 Straffi produce anche un documentario, The Dark Side of the Sun, che andrà in onda come anteprima al Festival Internazionale del Cinema di Roma.
Ad affiancare il continuo successo delle serie della saga del Winx Club si sono susseguite le produzioni animate Regal Academy, lanciata nel 2016, il grandissimo successo di 44 Gatti, due stagioni di 52 episodi prodotti in collaborazione con Antoniano Bologna che hanno conquistato oltre 100 paesi nel mondo e ricevuto innumerevoli premi per la grande qualità del prodotto, adatto al pubblico prescolare e ricco di contenuti educativi oltre che di una colonna sonora originale tratta dal repertorio dello Zecchino D’Oro e cantata dal Coro dell’Antoniano.
Il 2021 è stato l’anno di uscita di altri due successi: Summer & Todd l’Allegra Fattoria, serie di 52 episodi per i più piccoli che racconta le avventure quotidiane della Fattoria Raggio di Sole, incentrata su temi come il rispetto della natura, le risorse naturali e la sostenibilità ambientale e Pinocchio and Friends, serie animata che propone una versione in chiave moderna e inedita del classico collodiano, trasportando una delle fiabe più amate nel mondo contemporaneo e intrecciando avventura, comicità, divertimento ed educazione.
Le distribuzioni e coproduzioni internazionali sono proseguite fino ai più recenti progetti annunciati da Straffi per il 2024: la produzione in CGI ad alto budget Mermaid Magic è stata rilasciata in esclusiva mondiale su Netflix il 22 agosto 2024, debuttando in cima alle classifiche mondiali e raggiungendo il 6° posto nella Top 10 globale dei titoli in lingua inglese di Netflix dal 26 agosto al 1° settembre con oltre 9,9 milioni di ore visualizzate. La serie ha mantenuto il 1° posto per 10 giorni consecutivi ed è la più vista dai ragazzi in oltre 50 Paesi, tra cui Stati Uniti, Regno Unito, Canada, Australia, Francia, Germania, Italia, Brasile e Messico. Mermaid Magic racconta le avventure dell’impavida principessa Merlinda e le sue amiche sirene guerriere Sasha e Nerissa alle prese con il malvagio pirata Barbarossa e i suoi piani di distruzione e catapulta adulti e bambini nell’universo sottomarino attraverso immagini mozzafiato di altissima qualità.
Oltre al lancio di Mermaid Magic, Straffi ha annunciato anche l’arrivo di una nuova serie di Winx Club, reboot animato in CGI che andrà in onda nel 2025.

### Espansione nel live action e film
Interessato a sviluppare il massimo potenziale del gruppo e ad ampliare le capacità produttive di Rainbow, Straffi intraprende un percorso di espansione che porta all'acquisizione, nel 2015, della canadese Bardel Entertainment. tra i maggiori studi di animazione per conto terzi e successivamente, nel 2017, all'acquisizione del Gruppo Iven Spa, gruppo italiano dell'intrattenimento noto soprattutto per Colorado Film, tra i maggiori studi di produzione cinematografica in Italia fondato nel 1986. 
Già prima dell'acquisizione di Colorado Film, Straffi aveva espresso grande interesse per la produzione di serie TV live action, debuttando nel 2016 con la produzione di Maggie & Bianca Fashion Friends. Con 3 stagioni e 78 episodi, il debutto live action di Rainbow è stato un successo, seguito da una serie di eventi musicali dal vivo e la distribuzione in più di 40 Paesi nel mondo.
In seguito a questo successo, Straffi investe nella co-produzione con Nickelodeon Latin America e Rai Ragazzi di Club 57, un live action di due stagioni lanciato nel 2019 con un cast internazionale e con protagonista l'attrice e cantante venezuelana Evaluna Montaner. Lo stesso anno, Straffi commenta la sua quasi decennale collaborazione con Nickelodeon, affermando che “il know-how di Rainbow e quello di Nickelodeon sono molto complementari; la sensibilità degli americani, unita al nostro tocco europeo”.
L'interesse di Straffi per la TV e il cinema porta all'espansione di Colorado Film con nuovi lungometraggi per il cinema e nuovi concept tratti da best seller italiani. La prima produzione con Colorado è La ragazza nella nebbia, un thriller psicologico uscito nel 2017 e scritto e diretto da Donato Carrisi, dall'omonimo romanzo di Carrisi.  
Nel 2019 Straffi affermava di volersi concentrare sul live action piuttosto che sull'animazione, ritenendo che “il passaggio al live action completasse la [sua] esperienza professionale”. Questa scelta faceva seguito all'annuncio di Straffi che Winx Club sarebbe stato adattato in una serie live-action (Fate: The Winx Saga) orientata ai fan di vecchia data dello show, mentre la serie animata sarebbe stata completamente ripensata per il pubblico più giovane.
Straffi è produttore esecutivo di Fate - The Winx Saga. Netflix rilascia la stagione 1 di FATE - The Winx Saga il 22 gennaio 2021, e lo show ottiene lo share record di 57 milioni di abbonati nei primi 28 giorni dalla sua uscita. Nel febbraio 2021, la serie viene rinnovata per una seconda e ultima stagione, che viene rilasciata il 16 settembre 2022. Nel novembre 2022, la serie viene cancellata dopo due stagioni.
La storia riprenderà sotto forma di graphic novel pubblicata da Mad Cave Studios, il cui primo volume uscirà nel luglio 2024.
Deciso a riportare il cinema italiano sulla scena mondiale, Straffi continua a sviluppare una lunga serie di produzioni e con My Name is Vendetta, uscito nel 2022 come esclusiva Netflix, arriva a collocare una produzione del gruppo tra i dieci film non in lingua inglese più visti di sempre su Netflix.  
Il 4 aprile 2024, Netflix rilascia l'ultimo film di Colorado, Fabbricante di Lacrime, diretto da Alessandro Genovesi e basato sul best seller di Erin Doom. Il film è la produzione italiana più vista al mondo sulla piattaforma.
Straffi ha annunciato il lancio di un nuovo reboot fantasy intitolato Gormiti - The New Era, in coproduzione con il partner Master Toy e proprietario del marchio originale Giochi Preziosi. 
Come per le altre produzioni Rainbow, che nascono da sempre con un DNA internazionale, e seguendo la naturale predisposizione del concept e del successo già riscosso a livello mondiale, si tratta di una grande produzione in live action, arricchita da straordinari effetti speciali in CGI.
Il lancio ha visto tra i primi paesi la Spagna su Clan Rtve, la Francia su Gulli, l’Italia su Rai 2, Rai Gulp e Rai Play e la Grecia su Nickelodeon.

## Progetti sociali e di beneficenza a favore dell'infanzia
La carriera e la vita di Iginio Straffi sono sempre state rivolte ai progetti dedicati all’infanzia, sia sotto forma di intrattenimento educativo che di progetti mirati e collaborazioni. Fra le tante iniziative intraprese troviamo progetti di solidarietà internazionali come "Rainbow for Benin", progetto di rilievo che Iginio Straffi finanzia e continua a sviluppare dal 2000 ad oggi, con ben tre scuole che ospitano bambini e orfani aiutandoli a intraprendere un percorso educativo all’insegna della speranza e della condivisione. Inoltre, la considerevole attività delle realtà interne al Gruppo è di continua ispirazione per nuovi progetti. Fra i tanti esempi, per sensibilizzare bambini e famiglie, Rainbow ha promosso iniziative come “Le magie del mare: alla scoperta delle Aree Marine Protette con Winx Club”, in collaborazione con la Fondazione Symbola, sostenuto dal Ministero dell’Ambiente con lo scopo di promuovere il patrimonio ambientale italiano.
Recentemente, Iginio Straffi ha inoltre investito nella sensibilizzazione sulla consapevolezza alimentare e ambientale con la serie animata Summer & Todd L’allegra fattoria, e con il progetto “Summer & Todd Campagna Amica Tour”, in collaborazione con Fondazione Campagna Amica di Coldiretti, con iniziative dedicate a bambini e famiglie in tutta Italia; infine, fra i maggiori progetti sul territorio italiano troviamo “Rainbow for Kids”, volto a migliorare la vita dei bambini e delle loro famiglie all’interno di grandi istituti ospedalieri pediatrici con la ristrutturazione di aree interne e iniziative tematizzate.

## Iniziative a favore della formazione e istruzione giovanile
Attraverso il Gruppo Rainbow, Iginio Straffi opera già da anni in ambito educational, con enormi sforzi per lo sviluppo dei talenti e delle opportunità per l’infanzia e le arti.
Fra le prime iniziative fortemente volute da Straffi troviamo la Rainbow Digital Entertainment Academy, l’unica scuola italiana ad essere inserita all’interno di uno studio di produzione internazionale quale Rainbow CGI Roma, che mette in contatto e in costante dialogo studenti e professionisti, commesse e metodi di lavoro legati alle più grandi produzioni dell’intrattenimento mondiale. Grazie all’incontro con docenti di altissimo livello, tutti esperti affermati della computer grafica, la scuola forma ogni anno un centinaio di nuovi professionisti nell’ambito dell’animazione, della computer grafica, degli effetti speciali, ma anche videogame, architettura e scenografia digitale. Oltre il 95% degli studenti trova impiego entro un anno dal termine degli studi, alcuni all’interno del gruppo Rainbow stesso e altri in aziende leader del settore, come DoubleNegative, Framestore, ILM, Ubisoft Milan e Rockstar Games.
La seconda grande iniziativa per promuovere la formazione dell’infanzia e dei talenti fortemente voluta dalla famiglia Straffi è la “Marche International School”, la scuola fondata da Rainbow che impronta il suo metodo educativo originale su bilinguismo, internazionalità, multidisciplinarità, sviluppo dei talenti, approccio inquiry-based, creatività e formazione in un conducive environment.
Con due sedi nella regione Marche, a Loreto e Civitanova Marche, MIS accoglie bambini e ragazzi italiani e stranieri dai 3 ai 14 anni. Il piano di studi proposto agli studenti segue le linee guida del Ministero dell’Istruzione ed è arricchito da materie che seguono curriculum internazionali e che permettono agli studenti di esplorare concetti e tematiche di carattere universale.
Infine, la più recente iniziativa di Iginio Straffi per ampliare il raggio d’azione del Gruppo e le opportunità di fioritura creativa è stata l’acquisizione di Poliarte, Accademia di Belle Arti e Design presente ad Ancona dal 1972, sede primaria di alta formazione, specializzazione, ricerca e progettazione artistica d’eccellenza attestata da premi e riconoscimenti come il “Fedrigoni Top Award” e il “Compasso d’oro, Targa Giovani”. Poliarte rilascia un Diploma Accademico di primo livello equipollente alla laurea e autorizzato dal MIUR.

## Premi e riconoscimenti
1997
- "New Media Prize" per la produzione del miglior CD-ROM per la serie TV Tommy & Oscar, Children Software Review, Avanca Festival USA

2005
- "Pinocchio Award" come "Miglior Regista di Programmi per bambini", Film Festival di Torino
- Rainbow viene premiato come "Miglior studio di animazione dell’anno", Cartoons on the Bay

2008
- "Animation Industry Hero", Cartooncomics Milano

2009
- Straffi viene investito dal Governo italiano della carica di "Ufficiale dell’Ordine" per aver diffuso il Made in Italy nel mondo

2010
- "Imprenditore dell’Anno", Ernst & Young
- "Premio Gentile da Fabriano" per aver creato dal nulla un brand di cartoni animati di grandissimo successo in tutto il mondo, Fondazione Merloni
- "Transatlantic Award" per essersi distinto nel favorire lo sviluppo delle relazioni transatlantiche tra Italia e Stati Uniti, American Chamber of Commerce

2012
- Straffi riceve la "Laurea Ad Honorem" dall’Università di Ancona
- "Carmelo Rocca Prestige" come "Best Producer of 2012", Capri, Hollywood International Film Festival
- "Capital Elite" dalla Fondazione Italia - Cina come miglior testimonial della creatività italiana

2013
- "Award of Excellence", Los Angeles Italia Film Festival all'85esima edizione dei premi Oscar
- "European Studio of the Year" Award in occasione del Festival del Cinema di Ischia

2014
- "Pulcinella Special Award” per i numerosi successi nel mondo della TV e del Cinema, Cartoons on The Bay

2015
- "Excellence Award Production Kids & Teens", Fiction Festival di Roma
- Pio Sodalizio Piceni "Picenum 2015"

2019
- "Kids Trendsetter Award" a Cannes durante i Creators Superpanel

2020
- "Best Value Award" - Banca Mediolanum - Imprenditore Smart

2022
- "Sustainability Award®", promosso da Credit Suisse e Kon Group, conferito a Rainbow S.p.a. per l’impegno promosso verso l’ambiente

2023
- "Stamura Award 2023", Confartigianato regionale, Regione Marche, Comune di Ancona, Camera di Commercio delle Marche

2024
- "Premio Eccellenze Italiane", Casa Sanremo
- "Premio Marche Prestigio", Associazione Culturale "Opera Sound" e dalla Regione Marche
- Premio "Ischia Global Producer of the Year Award", Ischia Global Fest
- "Filming Italy Award" per i 20 anni di Winx Club, Filming Italy Sardegna Festival
- "Ciak d’Oro" per i 20 anni di Winx Club, Ciak Magazine